# ديك ووكر (لاعب كرة قدم أمريكية)
ديك ووكر (بالإنجليزية: Dick Walker)‏ هو لاعب كرة قدم أمريكية أمريكي، ولد في 21 يناير 1933 في كليفلاند في الولايات المتحدة.